# Накадзато, Дзёэн
Дзёэн Накадзато (яп. 仲里常延, 1922-2010) мастер окинавского каратэ, основатель стиля Сёриндзи-рю.

## Биография
Дзёэн Накадзато родился в 1922 году в деревне Тинен (ныне это город Нандзё), о. Окинава. Будучи студентом Сельскохозяйственного училища Окинавской префектуры, а потом - студентом педагогического колледжа в г.Кадена, он обучался каратэ у мастера каратэ Тётоку Кьяна с апреля 1937 года по декабрь 1943 года. В 1942 году года его призвали в Императорскую армию и послали на север Китая. По окончании войны находился в лагере военнопленных в Таиланде. Вернувшись в Японию, он поселился в префетуре Кумамото в г. Мацубасэ (ныне г. Уки), где открыл свое додзё. В марте 1947 года он вернулся на Окинаву и открыл додзё во дворе своего дома в родной деревне Тинен. Так как к тому времени его учитель Тётоку Кьян уже умер, Накадзато решил назвать свой стиль в честь мастера, но потом в мае 1955 года назвал его официально «Сёриндзи-рю» в честь буддийского монастыря Шаолинь, откуда по легенде на Окинаву пришло каратэ. В 2000 году Дзёэну Накадзато было присвоено почетное звание «Культурной ценности». Учениками Дзёэн Накадзато были такие мастера карате, как Сэнмацу Унтэн, Ясуака Тайра, Сэнъу Унтэн, Такао Нохара, Дзинси Оякава, Тамоцу Исаму. 
Дзёэн Накадзато умер в 2010 году в возрасте 88 лет.